# Lode Gall
Lode Gall (14 november 1911 – 18  mei 1993) was een Nederlandse priester, die werkzaam was in het bisdom Soissons, in het (departement) Aisne, Frankrijk.
Lode Gall werd geboren in Amsterdam als zoon van Herman Gall en Anna Snelders. Na voltooiing van de gymnasiumopleiding aan het Ignatiuscollege in Amsterdam ging hij in 1930 naar Frankrijk om priester te worden in het bisdom Soissons. Na zijn priesterwijding in 1937 was hij professor filosofie aan het Groot-Seminarie aldaar. Vervolgens werd hij in 1951 pastoor in Thenelles, in 1953 pastoor in Vaux-sous-Laon en in 1965 pastoor, later (tot 1986) deken in La Fère.
In 1956 introduceerde hij bij zijn zwager Jop Pollmann de Franse psalmberijmingen van Joseph Gelineau. Pollmann vervaardigde samen met JAM Weterman en Kees Middelhoff een Nederlandse bewerking van een aantal van deze psalmen. De Nederlandse psalmen van Gelineau werden in de jaren zestig en zeventig in de Nederlandse katholieke kerken veel gezongen.